# Castration

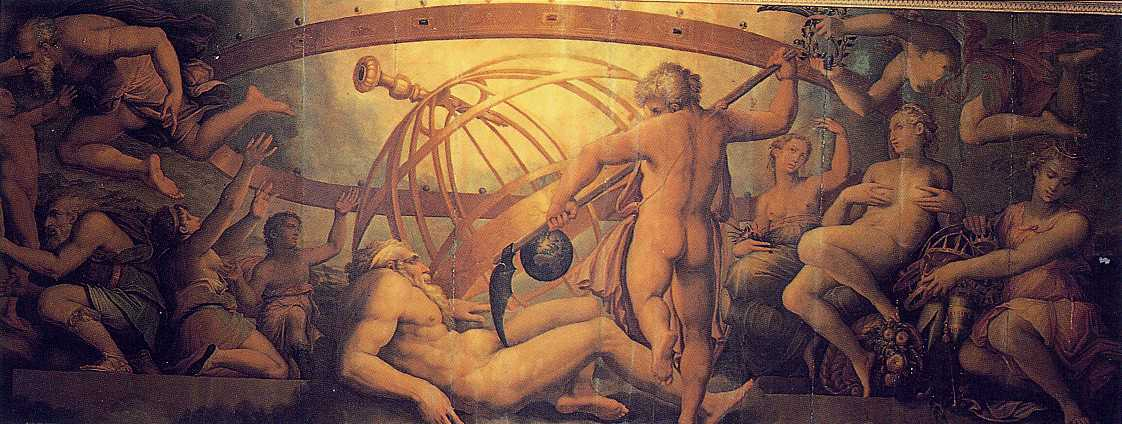
Giorgio Vasari, La Mutilation d'Uranus par Saturne, XVIe siècle, Palazzo Vecchio (Florence).

La castration est l'annihilation (avec ou sans ablation) des organes reproducteurs de végétaux ou d'animaux, humains compris. Dans le cas des humains, la castration est considérée comme une mutilation génitale et est illégale dans la plupart des pays du monde. On la distingue de l'ablation chirurgicale des testicules et des ovaires — orchidectomie ou encore orchiectomie pour les mâles et ovariectomie ou oophorectomie pour les femelles — qui peut être nécessaire pour des raisons thérapeutiques et de la castration chimique. La castration concerne dans le règne animal l'ablation des testicules (chez les mâles) et l'ablation des ovaires (chez les femelles), l'ablation de la verge étant appelée pénectomie et clitoridectomie pour le clitoris. L'ablation de la verge et des testicules est une émasculation. On peut également parler de castration parasitaire lorsqu'il y a disparation des organes reproducteurs et de leurs fonctions chez un individu animal hébergeant un parasite.

## Définition extension
La plupart du temps, la castration se limite à l'ablation des testicules (castration ou émasculation partielle), mais il arrive que cela concerne aussi le pénis (castration ou émasculation totale) ; les personnes ainsi opérées sont parfois appelées des eunuques.
La castration chimique : ce traitement peut être administré aux hommes et aux femmes. Chez l'homme, la castration chimique inhibe l'activité gonadique par l'utilisation de médicaments anti-androgènes ce qui a pour effet une baisse de la libido.

## Chez l'humain

### Histoire et pratique traditionnelle

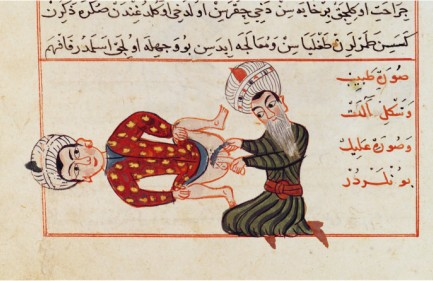
Planche médicale par Charaf-ed-Din (صهَرَف َد ضِن الِ يَزدِ), montrant une opération de castration totale effectuée par un musulman à l'époque timouride, 1456

En Europe occidentale, la castration a parfois été pratiquée chez des enfants ou adolescents pour obtenir notamment des castrats, c'est-à-dire des hommes chantant avec une voix aiguë, très recherchés jadis pour certains spectacles lyriques ou pour le chant à l'église (le catholicisme interdisait autrefois aux femmes de chanter dans une église). La pratique de la castration dans le but d'obtenir ce type de voix ayant été interdite par le pape Clément XIV à la fin du XVIIIe siècle, les castrats ont disparu au cours du siècle suivant.
La castration a été pratiquée dans certaines civilisations sur des adolescents ou des hommes pour obtenir des eunuques. Dans l'Empire perse achéménide, dans l'Empire byzantin, dans l'Empire ottoman, en Chine ou au Viêt Nam, ceux-ci pouvaient occuper de hautes fonctions administratives.
Durant l'Antiquité grecque, en Asie mineure, où était pratiqué le culte de Cybèle la grande déesse, lors de la commémoration de la mort d'Attis l'amant de la déesse, — le jour du sang — pris de frénésie mystique, des hommes se castraient eux-mêmes et dès lors accédaient au rang de prêtres. Lors de l'importation de ce culte à Rome, la castration rituelle lors des célébrations frénétiques du « jour du sang » les hommes s'étant ainsi auto-mutilés étaient appelés par dérision les « Galles » (coq en latin). Les fêtes suivant le jour du sang (célébrant la résurrection d'Attis) étaient appelées Hilaria (jours de joie).
Dans la médecine romaine, la castration est parfois pratiquée dans un but thérapeutique, soit pour éviter que des lésions testiculaires ne s'aggravent, soit pour guérir certaines maladies, comme l'épilepsie dont on pense que les crises peuvent être déclenchées par les rapports sexuels.
Dans la Chine ancienne, la castration était à la fois une punition traditionnelle, sexuelle (jusqu'à la dynastie Sui) et un moyen d'obtenir un emploi dans le service impérial. De nombreux eunuques chinois font partie de cette Histoire.
Dans le monde hébraïque, bien que la loi mosaïque interdise formellement les mutilations sexuelles et même celles des animaux, Isaïe leur adressa une émouvante consolation : « Que l'eunuque ne dise pas : voici je suis un arbre sec… Je leur donnerai dans ma maison et dans mes remparts, un monument et un nom meilleur que des fils et des filles, je leur donnerai un nom éternel qui ne sera jamais effacé » (56; 3-5).
Au XVIIIe siècle, les Vénitiens commençaient un trafic d'esclaves pour les pays musulmans ; nombre de ces esclaves étaient châtrés.
Des lieux, « fabriques de castrats », existaient depuis le haut Moyen Âge, l'une à Verdun, d'autres à Lucena, en Andalousie, et à Kiev, par exemple.[réf. nécessaire]

#### Traite arabe
La castration a été utilisée de manière courante tout au long de la traite arabe. C'est la raison pour laquelle selon Tidiane N'Diaye la traite transsaharienne et orientale a été beaucoup plus meurtrière que la traite transatlantique, pratiquée par les Occidentaux. Il en veut pour preuve que « pour 9 à 11 millions de déportés lors de cette traite [transatlantique], il y a aujourd’hui 70 millions de descendants. La traite arabo-musulmane, elle, a déporté 17 millions de personnes qui n’ont eu que 1 million de descendants à cause de la castration massive pratiquée pendant près de quatorze siècles ».
Il précise que « réalisée sur des adultes, elle tuait entre 75 % et 80 % des patients. Le taux de mortalité était plus faible chez les enfants que l’on castrait systématiquement. Entre 30 % et 40 % des enfants ne survivaient pas à la castration totale ».
Le chapitre XIII « Les castrats de la Mosquée » du livre de Slimane Zeghidour, la vie quotidienne à la Mecque de Mahomet à nos jours retrace l'histoire des eunuques en occident et au Moyen-Orient. Ses sources sont multiples et on peut citer : L'Encyclopédie de l'Islam, articles « Agha », « Kadim », « Khassi » ; le Dictionnaire de la Bible, articles « Castration », « Eunuques » et l'Encyclopedia Judaïca, articles « Castration », « Eunuchs ».
Récemment encore, dans les années 1990, l'escorte de soldats des Imams (les « directeurs » de la prière lors des pèlerinages à la Mecque et à Médine) étaient des castrats car ils étaient les seuls à pouvoir s'interposer entre les hommes et les femmes et à repousser les femmes si nécessaire. Ils étaient tous noirs ou mulâtres, vêtus de longues robes de satin blanc, de larges ceintures à pans et coiffés d'un fez de couleur entouré d'un fin tissu de mousseline immaculée. Ils habitaient dans le quartier de Misfala à la Mecque et certains étaient mariés. Ils parlaient entre eux en amharique, langue de leur pays d'origine l'Éthiopie[source insuffisante].

### Effets
La castration (partielle chimique par hormonothérapie ou totale par chirurgie) est aussi pratiquée chez les femmes transgenre qui veulent perdre les effets de la testostérone. En l'absence de cette hormone qui n'est plus sécrétée qu'en quantités très minimes, par les glandes surrénales notamment, à la suite de la castration, les caractères sexuels secondaires masculins disparaissent. Ainsi donc, les « castrées » voient diminuer leur musculature, et leur pilosité. Les castrées ne deviennent jamais chauves si l'opération est effectuée avant la puberté et, dans certains cas, il reste possible d'avoir une érection et donc un coït.
Contrairement aux individus émasculés avant ou après la puberté ‑ eunuques de harem, esclaves, mystiques auto-mutilés (hijras en Inde, Skoptzy en Russie…) ‑ les castrats subissent l’ablation ou l’écrasement des testicules (ou plus probablement, non pas l’écrasement du testicule lui-même, mais plutôt l’écrasement du canal déférent et des artères et veines qui lui sont associées, comme on peut le faire avec une pince de Burdizzo, conçue pour la castration des mâles), mais conservent la verge.

### Traitement
La castration est une grande suppression des tissus, et sa gravité la place dans le domaine des amputations. Et certains traitements de cette situation ont été développés, mais ils sont complexes et avant-gardistes, et leurs résultats peuvent varier. Le développement de nouvelles améliorations dans les traitements existants peut nécessiter du temps. Les traitements connus sont:
- Implant d'un pénis artificiel.
- Implant de testicules artificiels (prothèses).
- Transplant du pénis, d'un corps (avec des résultats qui peuvent varier) ou cultivé en laboratoire (une méthode qui est étudiée) .
- Restauration du prépuce.
- Faloplastie.
- L'élargissement du pénis (avec ses propres risques, mais qu'un patient qui a encore une partie du pénis pourrait accepter).
- Thérapie de testostérone pour remplacer le manque de production de cette hormone dans les testicules.

### Opposition et répression
La castration humaine relève du médical et anatomique d'une part ; du politique, du social, du culturel et du religieux d'autre part.
Les oppositions et répressions sont diverses selon les époques, les pays, les religions, les traditions locales et les législations nationales et internationales.

#### Position des Nations unies
Selon l'Organisation des Nations unies, la mutilation génitale est éthiquement inconcevable. La castration causerait entre autres le cancer de la moelle osseuse[réf. nécessaire], serait à l'origine de stress post-traumatiques, etc.
La castration peut et a pu être utilisée (stérilisations contraintes) aux fins de théories d'eugénisme et de racisme. C'est un crime contre l'humanité selon le Statut de Rome,.

#### Moyens de lutte
Il existerait, en effet, plusieurs moyens pour lutter contre la castration. Certains pays ont créé un programme regroupant une communauté des personnes victimes de la castration pour manifester. En 1995, en Argentine, 700 castrés se sont révoltés contre le gouvernement argentin pour recevoir un dédommagement.

### Législation
La castration a été proposée et parfois appliquée aux personnes jugées coupables d'un crime sexuel, et plus spécialement à ceux condamnés pour pédophilie. Dans ce cas, il peut s'agir soit de castration chirurgicale, soit de « castration chimique » : on ne pratique pas d'ablation chirurgicale mais le patient est soumis à un traitement anaphrodisiaque qui inhibe ses pulsions sexuelles ; cette inhibition est réversible. La castration chimique est autorisée dans plusieurs pays : États-Unis, Allemagne, Danemark, Belgique, Suède, Canada, Norvège et Pologne.
Comparativement, en France, la clitoridectomie a été préconisée à la fin du XIXe siècle par des médecins comme Thésée Pouillet (1849-1923), Pierre Garnier (1819–1901) ou Paul Broca (1824-1880) pour lutter contre l'onanisme.
Dans l'Union européenne, la République tchèque applique des procédures de castration chirurgicale : elle l'a autorisé, lors de la dernière décennie[Quand ?], pour au moins 94 personnes qui avaient consenti à l'opération. L'Allemagne propose également cette procédure, qui concerne un peu moins de 5 personnes par an. Le Comité européen pour la prévention de la torture a qualifié cette intervention chirurgicale en février 2009, d'« invasive, irréversible et mutilante ». Il met également en doute le fait que les patients fassent un choix véritablement libre et bien informé.

#### France
En France, la castration est strictement interdite par la loi. Cependant, il existe un dispositif de castration chimique, soumis à la condition du volontariat par les détenus.
Celui-ci consiste en un traitement censé inhiber les pulsions : la ministre de la Justice Michèle Alliot-Marie du deuxième gouvernement Fillon, souhaiterait que ce traitement, dans le projet de loi sur la récidive (prévu d'être examiné en octobre 2009), puisse être prononcé même après la détention, dans les cas où une remise de peine ou obligation de suivi ont été prononcées, imposant ainsi aux criminels sexuels le choix de cette « castration chimique » ou la prison.
Le 22 octobre 2009, la ministre Michèle Alliot-Marie, Garde des Sceaux souhaite ouvrir un débat au parlement sur la castration physique pour les délinquants sexuels.

#### États-Unis
En 1778, Thomas Jefferson promulgua une loi dans l'État de Virginie réduisant la peine de mort pour viol, polygamie ou sodomie à la castration.
Le gouverneur de Louisiane, Bobby Jindal, a signé en 2008 une loi ordonnant aux tribunaux d'imposer la castration chimique en cas de récidive de certains crimes sexuels. Outre la Louisiane, ce procédé est imposé ou autorisé au Texas, en Floride et en Californie.

#### Chine
Selon la légende, durant le règne du légendaire empereur Shun de You ou Yu le Grand en Chine, en 2281 av. J.-C., la castration aurait été loi contre les criminels, et le serait restée jusqu'au règne de Gaozu des Tangs (règne 618-626). La pratique se serait poursuivie après son règne. Selon les historiens, la castration a été légale sous la Dynastie Zhou. C'était l'une des cinq punitions corporelles qui pouvaient être légalement appliquées aux criminels en Chine. La loi aurait été réformée en 950 afin qu'il soit possible de condamner les criminels à la castration plutôt qu'à la peine de mort. En Chine, la castration consistait dans l'ablation simultanée du pénis et des testicules, avec un couteau.
Les records de castrations en Chine datent de la Dynastie Shang (castration des prisonniers de guerre),.
Durant la Dynastie Han, la castration en Chine était utilisée pour différentes offenses. Le célèbre historien chinois, Sima Qian, a été castré par ordre de l'empereur Han pour opposition (la Dynastie Han régna sur la Chine de 206 av. J.-C. à 220 apr. J.-C.). De nombreux individus, y compris un scribe de haut rang et ses descendants, ont subi la castration pour des faits offensants l'empereur.

## Animaux
Pour un article plus général, voir Stérilisation animale.

### Animaux domestiques

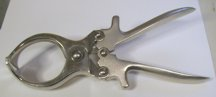
Pince Burdizzo.

La châtrure (animal châtré) est en médecine vétérinaire la castration par l'emploi de caustique[réf. nécessaire].
La castration est pratiquée dans l'élevage animal pour produire des mâles moins agressifs, permettre d'éliminer de la reproduction des sujets de qualités insuffisantes, ou pour produire une viande plus tendre et sans odeur sui generis d'origine sexuelle :
- le bœuf, taureau châtré ;
- le chapon, poulet (coq) châtré ;
- le hongre, cheval (étalon) châtré ;
- le mouton, bélier châtré.

Pour un cheval, on emploiera le verbe hyponymique : hongrer, comme pour l'âne et le mulet.
Elle peut aussi avoir lieu pour éviter la consanguinité ou les rivalités chez les espèces à mâle dominant (avec la quantité faible de testostérone, les mâles peuvent être plus faibles et sans caractéristique physique particulière qui indique la domination (la crinière chez le lion par exemple).
Chez les animaux de rente destinés à la boucherie, la castration peut permettre d'améliorer l'engraissement de l'animal avec un meilleur développement de la masse musculaire au niveau de l'arrière train donnant une viande de meilleure qualité. Par exemple : la castration des coqs pour en faire des chapons.

#### Méthodes de castration
La castration peut avoir lieu en pratiquant l'ablation chirurgicale des testicules, en ouvrant les bourses à l'aide d'un bistouri. Une autre méthode utilise la pince Burdizzo, sans incision. La pince enserrant le cordon comprime les vaisseaux sanguins et prive le testicule de sang, ce qui entraîne sa nécrose. Dans le cas de la castration des veaux, le praticien empêche l'animal de ruer en coinçant ses pattes arrière à l'aide d'un ballot de paille par exemple puis, se tenant derrière, place la pince et la maintient pendant la durée nécessaire à l'oblitération de l'artère du cordon testiculaire ; la nécrose du testicule fait suite à l'absence de vascularisation. On pratique aussi la castration à l'aide de bandes élastiques, ou l'immunocastration, qui arrête la production d'hormones mâles.

### Animaux sauvages
La stérilisation des insectes mâles est pratiquée afin de lutter contre des maladies ou épidémies.
Ainsi un lâcher de milliards de mouches Cochliomyia hominivorax, c'est-à-dire littéralement la « dévoreuse de chair humaine », (adultes élevés en masse et sexuellement stérilisés par irradiation aux rayons gamma) a été réalisé dans différentes contrées où sévissait la lucilie bouchère s'attaquant aux animaux et aux humains. Depuis, l'insecte a cessé d'être présent à l'état endémique aux États-Unis et dans de nombreux autres pays.
Ce programme international d'éradication de la lucilie bouchère est toujours en cours dans des pays atteints par ces ectoparasites.

## Végétaux
La castration est une opération par laquelle le tri ôte à une plante la faculté de féconder ses graines, soit en lui retranchant les parties de l'un ou l'autre sexe avant que la fécondation ait lieu, soit en s'opposant à ce que le pollen des anthères soit reçu par les stigmates. Cette privation pour les végétaux peut aussi être l'effet des intempéries, pluies, gelées, sécheresse, etc.
La castration est utilisée en sélection végétale et en production de semence, pour le contrôle de la reproduction. Ceci afin notamment de s'assurer d'une production de variété dites hybrides F1. La castration des parties mâles des lignées femelles permet d'assurer le croisement voulu. Un moyen pour faciliter l'obtention d'hybrides F1 provenant du croisement de deux lignées pures est d'utiliser des variétés mâles-stériles, ce qui empêche l'autopollinisation.
Une stérilisation des plantes indirecte : il pourrait être possible dans un avenir proche d'empêcher la fécondation des plantes en modifiant certaines protéines du pollen. Des chercheurs de l’Université du Missouri aux États-Unis d'Amérique ont déterminé les protéines qui servent aux plantes à identifier le pollen qu’elles reçoivent et à l’utiliser ou non.